# Жаворонковые
Жа́воронковые (лат. Alaudidae) — семейство птиц из отряда воробьинообразных.

## Описание
Жаворонковые — птицы малого или среднего размера: длина 10—25 см, масса от 15 до 80 г. Телосложение крепкое, шея короткая, голова большая. Крылья длинные, широкие и острые, обеспечивающие быстрый полет. Форма клюва сильно отличается по родам и видам. Хвост состоит из 12 рулевых перьев, срезан прямо или с неглубокой вырезкой. Ноги короткие и хорошо приспособлены к передвижению по земле. В отличие от остальных певчих, цевка сзади округлая и покрыта поперечными роговыми щитками. Пальцы средней длины. Коготь заднего пальца длинный и прямой. Покровительственная окраска, маскирующая под цвет местной почвы. Верх обычно буровато-серый с пестринами. Половой диморфизм выражен слабо, обычно самцы крупнее самок. Линька происходит только осенью, но в связи с обнашиванием летнее оперение отличается от зимнего.
Распространены в Евразии и Африке, при этом более половины видов — эндемики последней. Часть видов населяет Америку (рогатый жаворонок) и Австралию (яванский жаворонок). На территории России встречается 14 видов семейства.
Предпочитают открытые ландшафты. В горы поднимаются до высоты 5300 м.
Кормятся на земле. Основу питания составляют растения и их части (листья, семена, цветки, почки, проростки), насекомые и моллюски. Любят купаться в пыли.
Пение отличается звонкостью и мелодичностью. Совершают характерный высокий токовой полет.
Моногамны. Гнездо устраивают в ямке, маскируя кустиками, пучками травы или камнем. Строит гнездо и насиживает яйца самка. В кладке — от 2 до 8 яиц. Насиживание длится 10—12 суток. В сезон — 1 или 2 кладки. Кормят птенцов оба родителя. Птенцы покидают гнездо в возрасте 10 дней, ещё не умея летать, и их ещё 8—10 дней докармливают родители.
В Красную книгу МСОП внесены 50 видов, из них 7 находятся под угрозой исчезновения или уязвимы.

## Классификация
Международный союз орнитологов относит к семейству 24 рода со 102 видами:
- Alaemon Keyserling & Blasius, 1840 — Удодовые жаворонки (2 вида)
- Alauda Linnaeus, 1758 — Полевые жаворонки (4 вида)
- Alaudala Horsfield & F. Moore, 1858 (6 видов)
- Amirafra Bianchi, 1906 (3 вида)
- Ammomanes Cabanis, 1851 — Вьюрковые жаворонки (3 вида)
- Ammomanopsis Bianchi, 1905 — Намибийский вьюрковый жаворонок (1 вид)
- Calandrella Kaup, 1829 — Малые жаворонки (6 видов)
- Calendulauda Blyth, 1855 (8 видов)
- Certhilauda Swainson, 1827 — Африканские жаворонки (6 видов)
- Chersomanes Cabanis, 1851 (2 вида)
- Chersophilus Sharpe, 1890 — Жаворонки Дюпона (1 вид)
- Corypha Gray, GR. 1840 (11 видов)
- Eremalauda W. L. Sclater, 1926 (2 вида)
- Eremophila F. Boie, 1828 — Рогатые жаворонки (2 вида)
- Eremopterix Kaup, 1836 — Воробьиные жаворонки[6] (8 видов)
- Galerida F. Boie, 1828 — Хохлатые жаворонки (7 видов)
- Heteromirafra Grant, 1913 — Длинношпоровые жаворонки[7] (2 вида)
- Lullula Kaup, 1829 — Лесные жаворонки (1 вид)
- Melanocorypha F. Boie, 1828 — Степные жаворонки (5 видов)
- Mirafra Horsfield, 1821 — Кустарниковые жаворонки (7 видов)
- Pinarocorys Shelley, 1902 (2 вида)
- Plocealauda Alström, Mohammadi, Enbody, Irestedt, Engelbrecht, Crochet, Guillaumet, Rancilhac, Tieleman, Olsson, Donald & Stervander, 2023 (5 видов)
- Ramphocoris Bonaparte, 1850 — Толстоклювые жаворонки (1 вид)
- Spizocorys Sundevall, 1872 — Зябликовые жаворонки[2] (7 видов)

## В культуре
- Канбар (араб. قنبر‎ — «Жаворонок») — арабское имя.
- Романс М. И. Глинки "Жаворонок".